# Головище
Голо́вище — село в Україні, у Самарівській сільській громаді Ковельського району Волинської області. Населення становить 159 осіб.

## Історія
У 1906 році хутір Леликівської волості Ковельського повіту Волинської губернії. Відстань від повітового міста 70 верст, від волості 12. Дворів 11, мешканців 93.
До 9 жовтня 2016 року село підпорядковувалось Самарівській сільській раді Ратнівського району Волинської області.

## Населення
Згідно з переписом УРСР 1989 року чисельність наявного населення села становила 240 осіб, з яких 116 чоловіків та 124 жінки.
За переписом населення України 2001 року в селі мешкало 156 осіб. 100 % населення вказало своєю рідною мовою українську мову.